# Ode till en grekisk urna

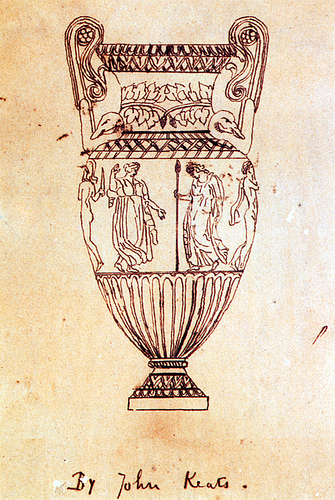
Kalkering av en gravyr av Keats.

Ode till en grekisk urna (Ode on a Grecian Urn) är en dikt av den engelske, romantiske poeten John Keats. Den skrevs i maj 1819 och publicerades anonymt i januari 1820, i det femtonde numret av tidskriften Annals of the Fine Arts. Dikten är ett av de stora oden som Keats skrev 1819 tillsammans med Ode till en näktergal, Ode till melankolin, Ode till psyket och Ode on Indolence. De poetiska former som då var vanligt förekommande räckte inte till för Keats syfte, och han såg sig därför föranledd att utveckla odet. Han inspirerades till dikten efter att ha läst två artiklar av den engelske konstnären och författaren Benjamin Haydon, men kände även till forngrekisk konst genom andra verk, och hade tillgång till Parthenonskulpturerna. Dessa övertygade honom om den forngrekiska konstens ideala form, och därför använde han sig av dess grunder när han författade dikten.
Dikten är indelad i fem strofer om tio rader vardera, och utgörs av en berättare som talar om en grekisk urnas utseende. Två scener blir föremål för diktens fokus. I den ena söker en som är förälskad förgäves att få sin älskade, och i den andra är några bybor i färd att utföra en offerrit. De sista raderna i dikten har blivit omdebatterade: "All skönhet sanning är, all sanning skön, / och det är allt som vi på jorden vet." Främst har debatten bestått i frågan om dessa rader förhöjer eller förminskar diktens allmänna skönhet. Bland litteraturvetare har även andra aspekter varit föremål för debatt, såsom berättarrollen, det paradoxala förhållandet mellan poetens värld och verkligheten och hur dikten hämtat inspiration ur verkliga objekt.
När den först gavs ut var mottagandet bland kritiker svalt eller till och med negativt, och det var först under 1800-talets mitt som den alltmer började hyllas. Idag anses den vara en av det engelska språkets viktigaste oden. Trots en långdragen debatt bland 1900-talets kritiker om de sista raderna i dikten är de flesta ense om verkets skönhet, även om vissa delar har ansetts ha brister.

## Bakgrund

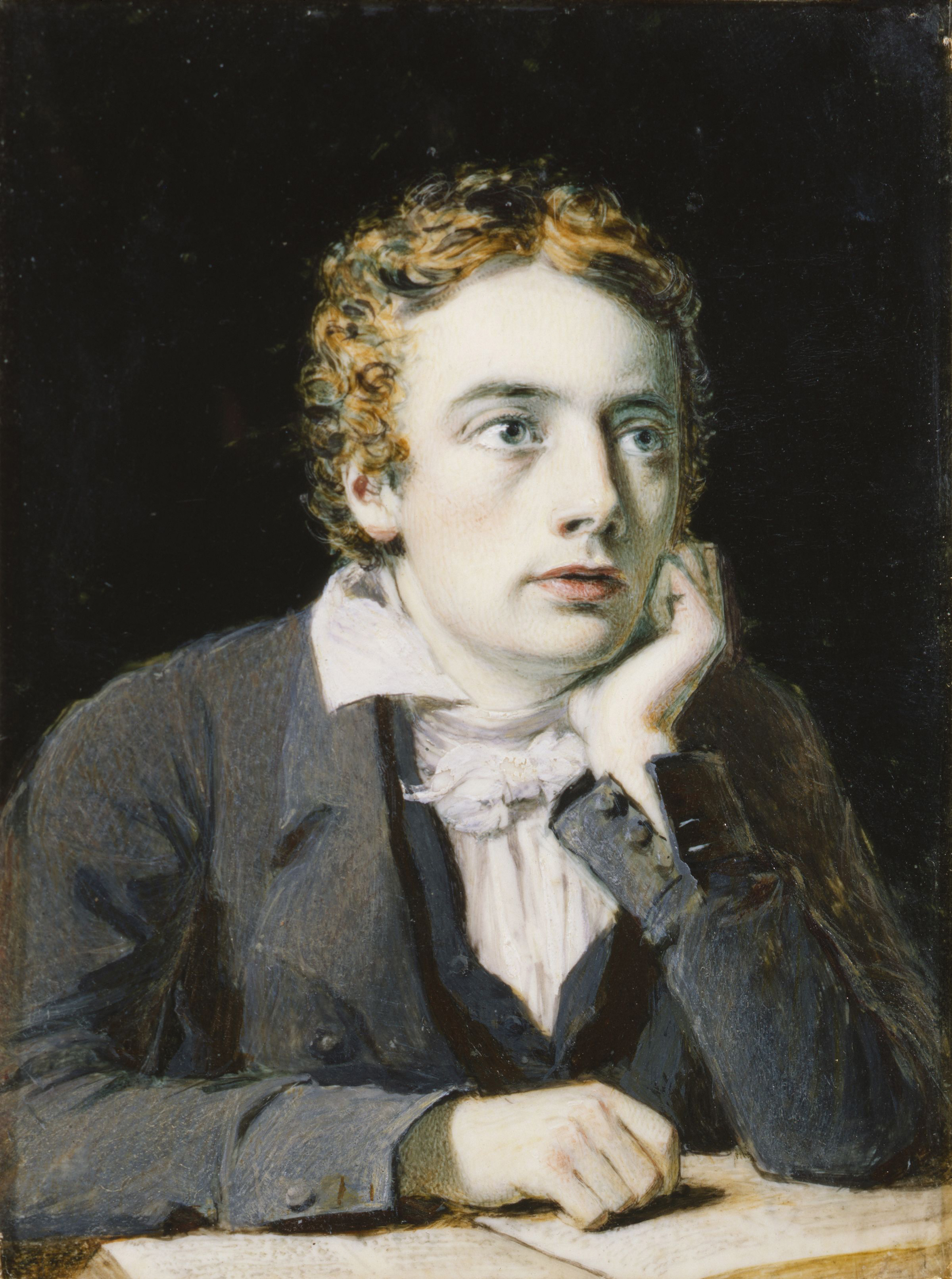
John Keats 1819, målad av vännen Joseph Severn.

Keats lämnade under våren 1819 sitt arbete som operationsassistent vid Guy's Hospital i Southwark i London för att helt och hållet kunna ägna sig åt att skriva poesi. Trots att han bodde tillsammans med sin vän Charles Brown hade den då 23-årige Keats ekonomiska problem, och när hans bror George dessutom bad honom om hjälp med sin egen ekonomi blev Keats desperat. Hans ekonomiska och levnadsmässiga trångmål till trots lyckades han ändå under våren skriva totalt fem oden: Ode till en näktergal, Ode till psyket, Ode till melankolin, Ode on Indolence och, slutligen, Ode till en grekisk urna. Brown kopierade dikterna och sände sedan vidare dem till förläggaren Richard Woodhouse. Exakt när de skrevs är okänt. Keats daterade själv odena till maj 1819, men även om de i tematik och strofernas uppbyggnad liknar varandra går det ändå inte att fastställa i vilken ordning de skrevs.
Med odena försökte Keats diskutera förhållandet mellan själen, evigheten, naturen och konsten – något han funderat mycket över tidigare under samma år. Att använda klassisk grekisk konst som en metafor var en idé han fick när han läste två artiklar av Haydon i Examiner, från den 2 maj och 9 maj 1819. I den första artikeln beskrev Haydon grekiska offerriter och dyrkan och i den andra både jämförde han Rafael och Michelangelos konstnärsstilar och diskuterade medeltida skulpturer. Dessutom hade han tillgång till bilder av grekiska urnor på Haydons kontor. Han hittade en ingravering på Sosibiosvasen, som är en nyattisk krater i marmor av Sosibios och som finns på Louvren. Keats hittade den i Henry Moses A Collection of Antique Vases, Altars, Paterae.
Det var dock inte bara Haydon som inspirerat Keats till att skriva om urnan, utan inspirationen kom från många samtida källor. Dels kan han ha haft i åtanke upplevelsen av Parthenonskulpturerna, som inspirerade honom då han skrev sonetten On Seeing the Elgin Marbles, dels stötte han på flera vaser i sin närhet och han påverkades även av Robert Burtons klassiska verk The Anatomy of Melancholy. Keats åsikt att den klassiska grekiska konsten både var idealistisk och fångade de grekiska dygderna delade han med många samtida essäister och artikelförfattare. Även om han hade påverkats av olika verkligt existerande vaser försökte han i dikten, snarare än att beskriva en specifik vas, beskriva hur den idealiska konstnärstypen ser ut.
Trots att odet skrevs klart i maj 1819 var det först i januari 1820 som det slutligen trycktes, då tillsammans med "Ode till en näktergal", i Annals of Fine Art – en konsttidskrift som främjade åsikter i stil med de Keats hade. När tidskriften hade publicerat odena publicerade även Examiner dem tillsammans med Haydons två artiklar. Dessutom ingår dikten i samlingen Lamia, Isabella, The Eve of St Agnes, and Other Poems från 1820.

## Struktur

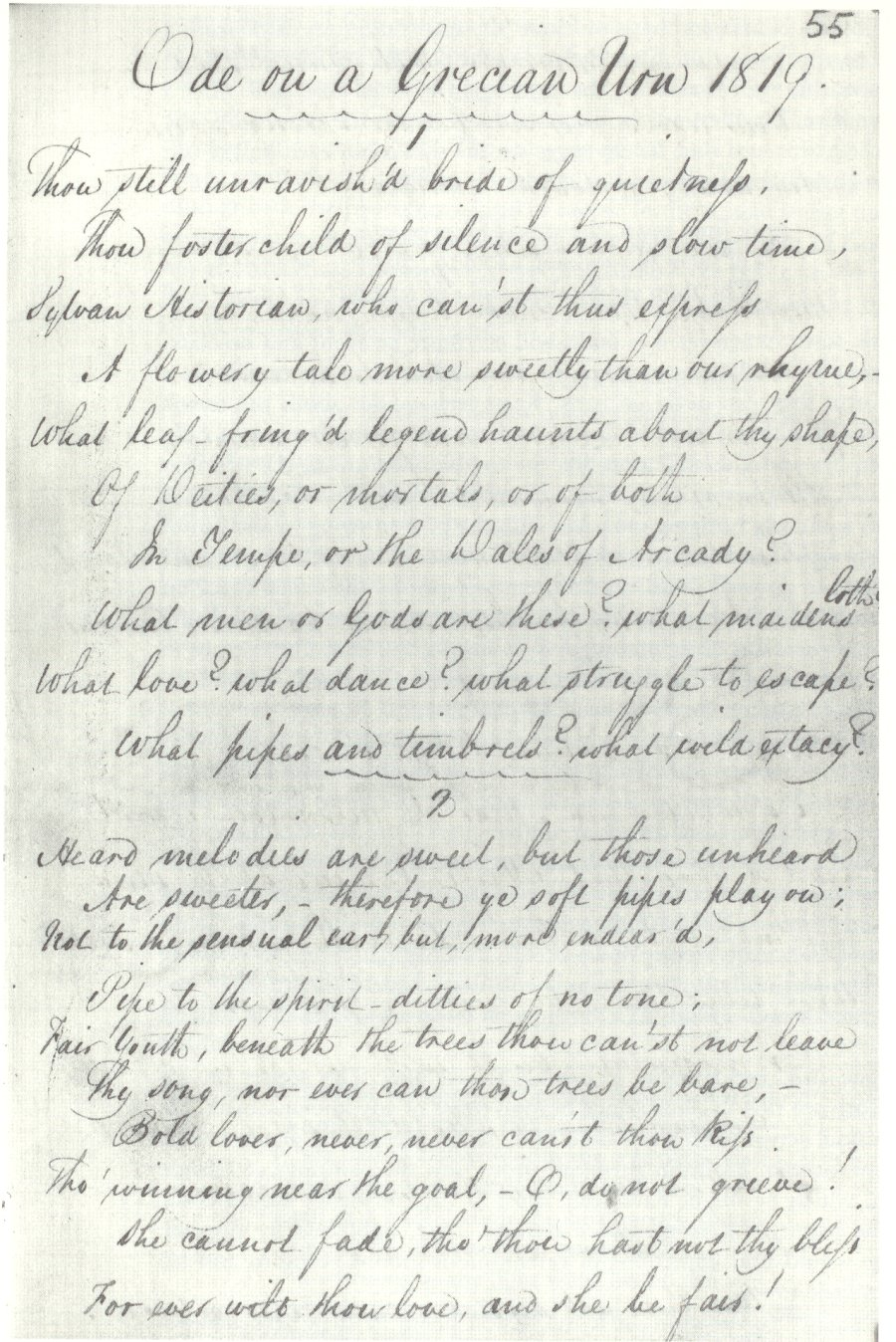
Det första kända exemplaret av Ode till en grekisk urna, nedtecknad av George Keats 1820.

Redan 1819 hade Keats försökt sig på att skriva sonetter. Emellertid lyckades versmåttet inte riktigt uppfylla hans syfte, eftersom rimmönstret motarbetade den ton som han ville få fram. När han istället försökte sig på odet, fann han att den pindariska standardvariant av versmåttet som poeter som John Dryden tidigare hade använt inte lämpade sig för att diskutera filosofi. Keats utvecklade då en egen form av ode i Ode till psyket, som var det första av de oden han skrev 1819. Den nya diktform han hade skapat ledde till uppkomsten av en ny poetisk ton som i mångt och mycket överensstämde med de idéer om estetik han hade för poesin. I Ode till en näktergal och Ode till en grekisk urna byggde han vidare på den nya formen, och introducerade en andra röst i själva odet – i form av en dialog mellan två teman. Ode till en grekisk urna är ett typiskt exempel på en ekfras, en poetisk beskrivning av en målning eller en skulptur. Däremot avvek Keats från det traditionella sättet att använda ekfrasen på, som exempelvis i Theokritos Idyll – en klassisk dikt som beskriver formgivningen av sidan på en kopp. Medan Theokritos beskriver både den rörelse som finns i ett statiskt konstverk och dess figurers underliggande motiv ersätts i Ode till en grekisk urna alla former av händelser med en serie frågor, och fokuserar enkom på tecknens yttre attribut.
Odet är indelat i strofer om tio rader, och har ett rytmschema som inleds med en shakespearesk kvadernar (ABAB) och avslutas med en miltonsk sextett (CDECED). Samma rytmschema används i Ode till melankolin, Ode till en näktergal och Ode on Indolence vilket skapar både en tematisk och strukturell enhetlighet i dikterna. Det etymologiska ursprunget till ordet är grekiskt, i betydelsen 'sjungen'. Odeförfattare från antiken höll sig till fasta mönster med strofer, antistrofer och epoder, men när Keats skrev hade diktformen utvecklats så mycket att den snarare kom att representera en stil än en bestämd metod att skriva en viss typ poesi på. I sina oden försöker Keats finna en klassisk balans mellan två ytterligheter, och i Ode till en grekisk urna utgörs dessa två av den klassiska litteraturens symmetriska struktur och den romantiska poesins asymmetri. ABAB-mönstret i varje strofs inledningsrader är ett tydligt exempel på en klassiskt litterär struktur, medan de återstående sex raderna går stick i stäv mot de traditionellt grekiska och romerska odenas poetiska stil.
I Keats versmått kan man se en medveten utveckling av hans poetiska stil. Dikten innehåller exempelvis bara ett exempel på det brott mellan jamb och troké i mitten av en rad som tidigare hade varit vanliga i Keats verk. Spondéer används dock i 37 av de 250 versfötterna, och cesurer placeras aldrig före en rads fjärde stavelse. Ordvalet visar på en tydlig skillnad mot ett tidigare användande av latinska flerstaviga ord till kortare, germanska ord. I den andra strofen använder han sig av ord som innehåller bokstäverna p, b, och v. Dessutom använder han sig av syzygi – upprepning av konsonantljud. Ytterligare är assonansen genomgående viktig i dikten, något som annars är ovanligt inom engelsk poesi. På originalspråket utgör rad 13 ett tydligt exempel på detta: ”Not to the sensual ear, but, more endear'd.” E i sensual är tydligt sammankopplat med e i endear'd samtidigt som ea i ear är sammankopplat med ea i endear'd. I rad 11 blir det mer komplext: "Heard melodies are sweet, but those unheard". Ea i heard är nu sammankopplat med ea i unheard och o i melodies är sammankopplat med o i those och u i but med u i unheard.

## Dikten
Dikten inleds genom att berättaren får tyst på urnan genom att beskriva den som "brud till tystnaden". Därigenom ges han möjlighet att tala för urnans sak med hjälp av sina egna intryck. Berättaren talar till urnan genom att säga: 
| Du brud till tystnaden, ännu ej skändad, du fosterbarn till stillheten och tiden, (rad 1-2) | Thou still unravish'd bride of quietness! Thou foster-child of silence and slow time |

Urnan är "fosterbarn till stillheten och tiden" eftersom den skapades av sten och gjordes för hand av en konstnär som talade genom sin skulpturkonst snarare än genom sina ord. Tiden påverkar stenen föga, och därmed är dess åldrandeprocess så långsam att urnan kan ses som evig. Eftersom urnan är ett världsligt ting kan den ge upphov till en berättelse bortom tiden för dess tillkomst, och därför kallar poeten den för en "Sylvan historian" (en 'skogens historiker'), en "andaktsfull" sägen, vars berättelse förmedlas genom dess skönhet:
| en blomstersmyckad sägen, så fulländad att dikten stannar andaktsfull invid den: Vad är det för legend som här fått form? Är det en gud som genom gräset går i Tempe eller på Arkadiens ängar? Och vilka jungfrur flyr bland träd och snår av män förföljda i en åtråns storm? Och vems är flöjten, vem slår harpans strängar? (rad 3-10) | Sylvan historian, who canst thus express A flow'ry tale more sweetly than our rhyme: What leaf-fring'd legend haunts about thy shape Of deities or mortals, or of both, In Tempe or the dales of Arcady? What men or gods are these? What maidens loth? What mad pursuit? What struggle to escape? What pipes and timbrels? What wild ecstasy? |

De frågor som ställs i dessa rader är alltför mångtydiga för att läsaren skall kunna förstå vad som sker på de bilder som är avbildade på urnan. Delar går dock att förstå – såsom att det är en jakt som innehåller en mycket stark sexuell kraft. Den melodi som ackompanjerar jakten intensifieras i den andra strofen:
| En ohörd melodi mer skönhet har än den vi kan förnimma; spela på, o stumma flöjt, en sång så underbar av tystnad, som blott själen kan förstå: (rad 11-14) | Heard melodies are sweet, but those unheard Are sweeter; therefore, ye soft pipes, play on; Not to the sensual ear, but, more endear'd, Pipe to the spirit ditties of no tone: |

Man kan skönja en paradox i det att njutningen kan göra någon fylld av åtrå, och att ljudlös musik åtrås av själen. Tidsbrottet gör det omöjligt för karaktärernas kärlek att någonsin fullbordas:
| den flicka som du åtrår ej du når med dina kyssar; ändå har du sett henne emot dig le; aldrig förgår den kärlek som du känt, och hon är skön! (rad 17-20) | Bold Lover, never, never canst thou kiss, Though winning near the goal – yet, do not grieve; She cannot fade, though thou hast not thy bliss, For ever wilt thou love, and she be fair! |

Diktens tredje strof inleds med att berättaren tilltalar ett träd vars vår är evig, och dess löv kommer aldrig att falla. Livet kontra livlöshetens paradox sträcker sig bortom älskaren och den vackra kvinnan och ges en mer tidsbestämd form genom att tre av tio rader i den engelska originaldikten inleds med orden "for ever" ('evigt'). Den ohörda sången åldras aldrig och flöjterna kan ljuda för evigt. Detta gör att älskarnas, naturens och alla andra involverades, såsom de fyra sista raderna i den tredje strofen konstaterar, andetag:
| förnimmas skall ännu vid tidens slut; långt högre än de jordiska begär, som tvingar hjärtat att slå hårda slag, gör pannan het – och tungan torkar ut. (rad 27-30) | For ever panting, and for ever young; All breathing human passion far above, That leaves a heart high-sorrowful and cloyed, A burning forehead, and a parching tongue. |

Ytterligare en paradox uppstår på dessa rader – som består i den "levande död" som de odödliga älskarna upplever. För att lyckas övervinna paradoxens till synes omöjliga kombination av liv och död byter dikten nu perspektiv och scen. Den fjärde strofen börjar med att en kviga offras – ett bildspråk som tidigare använts i både Parthenonskulpturerna, Claude Lorrains Offer till Apollo och Rafaels Offrandet vid Lystra.
| Till vilken offerrit går dessa män? Till vilket lövat altare? En präst leder en kviga fram, som råmar än med sidenflanker smyckade till fest. Vad är det för en stad vid stranden där, på berget byggd omkring en fredlig borg, där ingen ses gå kring i morgonljus? Vart torg, var gata övergivna är i evighet; av glädje eller sorg? Det ingen minns; kvar är blott vindens sus. (rad 31-40 | Who are these coming to the sacrifice? To what green altar, O mysterious priest, Lead'st thou that heifer lowing at the skies, And all her silken flanks with garlands drest? What little town by river or sea shore, Or mountain-built with peaceful citadel, Is emptied of its folk, this pious morn? And, little town, thy streets for evermore Will silent be; and not a soul to tell Why thou art desolate, can e'er return. |

Det enda som äger rum i scenen är en procession med olika människor – resten är gissningar av berättaren. Staden och altaret existerar bara som en del av en värld utanför konsten. Genom detta utmanar dikten själva konstens begränsningar. Frågorna lämnas obesvarade – ingen kan någonsin möjligtvis veta det rätta svaret på dem, eftersom platserna inte är verkliga. Den sista strofen börjar med en påminnelse om att urnan är ett stycke evig konst:
| O skapelse av attiskt skönt behag där marmormän och jungfrur under grenar, vars grönska skuggar dem en solig dag, går kring; du tysta form, din makt förstenar till kylig pastoral en äng så grön. (rad 41-45 | O Attic shape! Fair attitude! with brede Of marble men and maidens overwrought, With forest branches and the trodden weed; Thou, silent form, dost tease us out of thought As doth eternity: Cold pastoral! |

Publikens förmåga att kunna förstå den eviga scenen är begränsad, men den tysta urnan kan fortfarande tala till dem. Berättelsen som den berättar är både kylig och passionerad, och kan dessutom hjälpa mänskligheten. Dikten avslutas med urnans meddelande:
| Fast åren flyr, fast sorgen växer stor, skall du bli kvar mitt i all tröstlöshet, en vän, som viskande oss anförtror: All skönhet sanning är, all sanning skön, och det är allt som vi på jorden vet. (rad 46-50) | When old age shall this generation waste, Thou shalt remain, in midst of other woe Than ours, a friend to man, to whom thou sayst, ”Beauty is truth, truth beauty,” – that is all Ye know on earth, and all ye need to know. |

## Teman

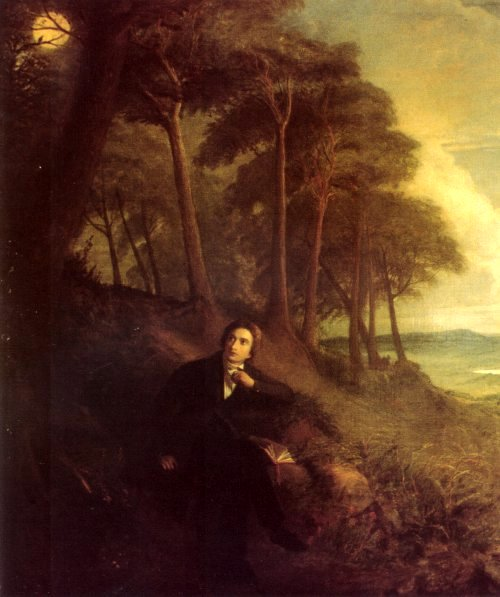
Keats, Listening to a Nightingale on Hampstead Heath av Joseph Severn.

I Ode till en grekisk urna diskuteras – såsom i många av Keats oden – konsten och dess publik. I tidigare dikter hade han använt sig av naturmusikaliska avbildningar, och i bland annat Ode till en näktergal hade han försökt appellera till ljudets sinnesförnimmelser snarare än bildens. I Ode till en grekisk urna använder han sig istället av representationskonst genom att beskriva en urna. Urnan framträder även som symbol i Ode on Indolence, med en urna som avbildar tre figurer som representerar kärleken, ambitionen och poesin. Kärleken och poesin återfinns i Ode till en grekisk urna, där betoning läggs på hur urnan – som en mänsklig konstruktion – kan knyta an till idén om Sanningen. De bilder som framträder i diktens urna skall verka som avbildningar av vanliga händelser: ett försök till frieri, skapandet av musik samt en religiös rit. Figurerna skall vara vackra, och urnan skall vara realistisk. Även om dikten inte direkt innehåller en närvarande berättare antyder beskrivningen av urnan att det finns en mänsklig observant som tittar på bilderna. Berättarens förhållande till urnan liknar i mångt och mycket det förhållande som en kritiker skulle ha till dikten – vilket skapar en tvetydighet i diktens slutrader: ”’Beauty is truth, truth beauty,’ – that is all / Ye know on earth, and all ye need to know.” Urnans avsaknad av röst får läsaren att ifrågasätta vem som verkligen uttrycker orden, vem orden talar till samt vad de i själva verket betyder, vilket gör att läsaren måste utforska dikten på ett förhörande vis, likt berättaren i sitt förhållande till urnan.
Urnan som symbol i sig själv kan inte sägas representera all poesi. Däremot kan den tillsammans med andra komponenter förklara förhållandet mellan konsten och mänskligheten. Näktergalen i Ode till en näktergal är skild från mänskligheten och kan därför inte representera den; urnan kräver – som det konststycke den är – en publik, och därigenom kan den i sig själv inte förklara hela mänskligheten. Emellertid kan den just på grund av sitt ofullständiga tillstånd interagera med mänskligheten, ge upphov till ett narrativ samt tillåta en scen där fantasin kan råda. Bilderna som är avbildade på urnan ger upphov till frågor hos berättaren, och urnans tystnad gör att fantasin bara tilltar. Att använda interaktionen och fantasin på det här sättet tillhör en litterär tradition som kallas ut pictura poesis – poetens betraktande av konsten. Berättaren betraktar då konstens estetik och mimesis, och i början av Ode till en grekisk urna konstateras det att konstens roll är att berätta om de, som publiken inte vet något om. På samma sätt som i Ode till psyket och Ode on Indolence vill berättaren få reda på vilka figurerna är. I Ode till en grekisk urna är identiteterna okända, men efter den första delens slut tror sig berättaren kunna veta deras namn, om han bara visste deras berättelse. I diktens andra del, där musikern och hans älskare beskrivs, begrundas teorin att konstens roll snarare än specifika individer bör beskriva allmängiltiga karaktärer – som en del av Sanningen. Diktens tre karaktärer skulle därmed få representera hur Kärleken, Skönheten och Konsten i den utopiska världen är en enighet där konsten representerar publikens känslor. Publiken förväntas snarare än att ifrågasätta händelserna glädjas över det glädjefulla i scenen, på ett sätt som motsäger de påståenden som görs om konsten i Ode till en näktergal. På samma sätt är inte berättarens svar till offret i den första delen förenligt med berättarens svar till älskarna i den andra.
De motsägelsefulla svaren i odets första och andra del räcker inte för att förklara konsten till fullo, eftersom Keats menade att konsten varken borde innehålla historia eller ideal. Tonen som råder när konsten begrundas är istället snarare filosofisk. Det spirituella betonas snarare än det sensuella, och i den sista scenen beskrivs en värld innesluten i sig själv.  Berättaren funderar där över själva konstens gränser, och hur mycket en konstnär kan representera på en urna. En längtan att förstå scenen framträder ur de frågor som berättaren ställer, men urnan är alltför begränsad för att alls kunna besvara dem. Berättaren visualiserar dessutom mer än vad som faktiskt är avbildat på urnan. Den slutsats som dras om konsten är både tillfredsställande – i det att publiken tillåts att knyta an till konsten, och alienerande – eftersom den varken instruerar eller leder till narcissistisk uppfyllelse. Utöver motsägelserna mellan de olika önskemål som dikten uttrycker framträder andra paradoxer, såsom när berättaren jämför sin värld med figurerna på urnans värld. I den första raden beskriver han urnan som ”du brud av tystnad”, och ställer därmed urnan i kontrast till odets struktur – eftersom odet som diktform ursprungligen var tänkt att besjungas. Ett annat exempel på paradoxala delar i dikten är när berättaren beskriver hur odödliga gestalter är avbildade på en urna som förväntas innehålla de dödas aska.
Av de faktiska figurer som är avbildade på urnan representerar älskarna förhållandet mellan passion och skönhet inom konsten. I Ode till en näktergal och Ode till melankolin beskriver Keats hur skönheten är temporär. Figurerna på urnan kommer dock för evigt kunna njuta av sin egen skönhet och passion, eftersom beständigheten i den konstnärliga formen. Det faktum att urnan beskrivs som en brud ger upphov till en fullbordandemöjlighet, vilket symboliserar urnans behov av en publik. I en essä från 1954 förklarar Charles Patterson att ”det är felaktigt att anta att Keats här blott nedvärderar den brud av kött och blod som är vigd vid mannen och istället glorifierar marmorbruden som är vigd till tystnaden. Den effekten kunde han lättare och skickligare ha uppnått med en annan bild än den av den tydligt ambivalenta ’ännu ej skändade’ brud som förmedlar … en lätt nedvärderande ton: det är naturligt att brudar är besatta fysiskt … det är onaturligt att de inte är det.” John Jones betonade i en analys från 1969 diktens sexuella dimension genom att jämföra relationen mellan ”den Eva som Adam drömde om och som fanns där när han vaknade upp” och den ”brudlika urnan” i Ode till en grekisk urna.  Helen Vendler bygger vidare den idén när hon i sin analys från 1983 konstaterar att ”den komplexa hjärna som skrev Urnan kopplade samman stillhet och tystnad med skändlighet och en brud”. I den andra strofen låter Keats ”ge röst åt det utvecklande motivet i dikten – den personliga utmattning och det självförevigande som den sexuella aptiten leder till”. Vendler menar att önskan och längtan kan ge upphov till konstnärlig kreativitet; urnan innehåller dock två motsägelsefulla sexualitetsuttryck – älskaren som jagar sin älskade, och älskaren tillsammans med sin älskade. Motsägelsen visar på Keats syn på kärleken – att sådan kärlek i allmänhet var ouppnåelig och att ”urne-erfarenheten av kärlekens sanna motståndare är inte tillfredsställelse men utrotning”.

## Mottagande
Det första mottagandet kom i tidskriften Monthly Review i juli 1820, i form av en osignerad recension. Recensenten menade att "Keats inte uppvisar någon större noggrannhet i sitt urval av bilder. I enlighet med den poetiska skola han tillhör och dess teorier tycker han att vad objekt eller ting man än må finna i naturen är lämpligt material för en poet att skriva om … Kan det finnas en mer slående concetto än detta tal till de flöjtspelande herdarna på en grekisk urna?" Den recenserades ånyo anonymt i Literary Chronicle and Weekly Review den 29 juli 1820. Dikten återgavs i sin helhet, med en efterföljande kommentar: "Bland de mindre kända dikter, av vilka många är av hög kvalitet, verkar detta vara den bästa."  I september 1820 skrev Josiah Conder i Eclectic Review att:
Keats kan uppenbarligen knappast vare sig tänka eller skriva om något annat än hedendomens 'glada pietet'. En Grekisk Urna försätter honom i extas: dess 'silent form' ['tysta form'], konstaterar han, 'doth tease us out of thought as doth Eternity' ['din makt förstenar till kylig pastoral en äng så grön']—en väldigt glädjefylld beskrivning av de förbryllande effekter som dylika föremål har haft åtminstone på honom själv; och när fantasin alltså blivit förmer än förnuftet, blir vi inte särdeles förvånade när det orakel som urnan är konstaterar:
'Beauty is truth, truth beauty,” – that is all
Ye know on earth, and all ye need to know.'
['All skönhet sanning är, all sanning skön,
och det är allt som vi på jorden vet.]'
Det vill säga - allt som Keats själv vet, eller bryr sig om att veta.—Men fram till dess att han vet mer än detta kommer han aldrig kunna skriva poesi som lyckas leva.
I en essä om Keats från 1845 menade George Gilfillan att dikten är en av de bästa av Keats mindre stycken och att Keats, i originalitet, "sällan har överträffats. Hans verk 'reser sig likt en utandning'. Hans språk är grundat på ett falskt system; men, innan han dog, filtrerades det från sina mer uppenbara fel, och blev oerhört klart och utsökt. Han tycks ha vänt sig mot allt spekulativt tänkande och hans enda trossats, får man känslan av, uttryckes med orden — 'Beauty is truth,—truth beauty' ['All skönhet sanning är, all sanning skön']. 1857 års utgåva av Encyclopaedia Britannica innehöll en artikel om Keats av Alexander Smith, vari man kunde läsa att "kanske det mest utsökta exemplaret av Keats poesi är Ode till en grekisk urna; den andas själva antikens egna själ,—oändlig skönhet och oändlig ro." I mitten av 1800-talet menade Matthew Arnold att den passage som beskriver den lilla staden "är grekisk, så grekisk som något från Homeros eller Theokritos; det är författat med ett öga riktat åt objektet, med en strålglans och klarhet därtill."